# Irvin Herrera
Irvin Enrique Herrera Baires oder einfach nur Irvin Herrera (* 30. August 1991 in San Julián) ist ein salvadorianischer ehemaliger Fußballspieler.

## Karriere

### Verein
2015 unterschrieb Irvin seinen ersten Vertrag beim Santa Tecla FC, einem Verein aus El Salvador. 2016 wechselte er den Verein und ging in die Vereinigten Staaten und unterschrieb einen Vertrag bei Saint Louis FC, einem Verein, der in der USL Championship spielt. 2017 lieh ihn der Verein an New York Cosmos aus. Der Verein spielte in der North American Soccer League. 2017 ging er wieder in sein Heimatland El Salvador, wo er von 2017 bis 2018 an Club Deportivo FAS ausgeliehen wurde. Nach Leihende wechselte er nach San Salvador zu Alianza FC. Nach der Hinserie wechselte er Mitte 2019 nach Asien. Hier stand er die Rückserie beim thailändischen Erstligisten Sukhothai FC unter Vertrag. Der Club aus Sukhothai spielte in der höchsten Liga des Landes, der Thai League. Für Sukhothai absolvierte er zwölf Erstligaspiele. Anfang 2020 ging er wieder nach Südamerika, wo er in Guatemala einen Vertrag bei CD Guastatoya in Guastatoya unterschrieb.

### Nationalmannschaft
2011 lief Irvin zweimal für die salvadorianische U20-Nationalmannschaft auf. Seit 2015 hat er 15 Spiele für die Nationalmannschaft von El Salvador bestritten und dabei zwei Tore erzielt.